# Bombus caliginosus
Bombus caliginosus là một loài Hymenoptera trong họ Apidae. Loài này được Frison mô tả khoa học năm 1927.